# خوزه فوسا
خوزه فوسا (انگلیسی: José Fossa؛ 1902 – 9 october ۱۹۶۷ (۶۴−۶۵ سال)) بازیکن فوتبال اهل آرژانتین بود.
از باشگاه‌هایی که در آن بازی کرده‌است می‌توان به باشگاه ورزشی سن لورنسو آلماگرو اشاره کرد.
وی همچنین در تیم ملی فوتبال آرژانتین بازی کرده‌است.